# Al Hafirah (Médine)
Pour les articles homonymes, voir Al Hafirah.
Al Hafirah est un village de l'ouest de la province de Médine, dans l'ouest de l'Arabie saoudite. 